# インドネシア関係記事の一覧
インドネシア関係記事の一覧（インドネシアかんけいきじのいちらん）

## 英数字
- APEC ⇒ アジア太平洋経済協力
- APP
- ASEAN ⇒ 東南アジア諸国連合
- IDX ⇒ インドネシア証券取引所
- JI ⇒ ジェマ・イスラミア
- NU ⇒ ナフダトゥル・ウラマー
- PETA ⇒ 郷土防衛義勇軍
- PDI ⇒ インドネシア民主党
- PDI-P ⇒ 闘争民主党
- PKI ⇒ インドネシア共産党
- PSI ⇒ インドネシア社会党
- 3A運動
- 9月30日事件

## ア行
- アイルランガ王
- アグス・サリム
- アジア
- アジア・アフリカ会議
- アジア太平洋経済協力
- アダット
- アタカ油田
- アチェ
- アチェ独立運動
- アブドゥルラフマン・ワヒド
- アブ・バカル・バシル
- アルクトドロ教
- アンクルン
- アンボイナ事件
- イスラム教
- イスラム同盟 ⇒ サレカット・イスラーム
- イリアンジャヤ問題
- インドネシア
- インドネシア・エアアジア
- インドネシア海軍艦艇一覧
- インドネシア共産党
- インドネシア語
- インドネシア社会党
- インドネシア証券取引所
- インドネシア独立戦争
- インドネシアの音楽
- インドネシアの空港の一覧
- インドネシアの声
- インドネシアの国歌 ⇒ インドネシア・ラヤ
- インドネシアの国旗
- インドネシアの世界遺産
- インドネシアの大統領一覧
- インドネシアの副大統領
- インドネシアのファーストレディ・ファーストジェントルマン
- インドネシアの鉄道
- インドネシアの舞踊
- インドネシアの野鳥一覧
- インドネシアの歴史
- インドネシア民主党
- インドネシア・ムスリム協議会 ⇒ マシュミ
- インドネシア料理
- ウジュン・クロン国立公園
- ウジュンパンダン ⇒ マカッサル
- エアーパラダイス国際航空
- オーストロネシア語族
- オランダ
- オランダ東インド会社
- オランダ領東インド

## カ行
- 海峡植民地
- 開発統一党
- ガムラン
- カラサン寺院
- カリバタ英雄墓地
- カリマンタン島
- ガルーダ・インドネシア航空
- 郷土防衛義勇軍
- ギアツ、クリフォード
- クタイ王国
- クディリ王国
- クリス・ジョン
- クリスティアン・ロホ
- クルプック
- クロンチョン
- クンタオ
- ケチャ
- ケチャップマニス
- 香辛料
- デデ・コサワ
- 国歌 ⇒ インドネシア・ラヤ
- コテカ
- ゴトン・ロヨン
- コモド国立公園
- 古マタラム王国
- ゴルカル

## サ行
- ササク人
- サッカーインドネシア代表
- サテ
- サムドラ・パサイ王国
- サレカット・イスラーム
- サンギラン初期人類遺跡
- サンバル
- ジェマ・イスラミア（JI）
- シティリンク
- シドアルジョの泥噴出事故
- ジャカルタ
- シャフリル
- ジャヤプラ ⇒ ホーランジア
- ジャワ・ガムラン
- ジャワ原人
- ジャワ語
- ジャワコーヒー
- ジャワ島
- ジャワ奉公会
- ジョグジャカルタ
- シラット
- シンガサリ王国
- スカルノ
- スカルノハッタ国際空港
- スシロ・バンバン・ユドヨノ
- スハルト
- スマトラ島
- スマトラ島沖地震
- スマトラの熱帯雨林遺産
- スマラン
- スマラン事件
- スラウェシ島
- スラカルタ
- スラバヤ
- スラバヤ日本人学校
- スレンドロ
- スンダ語
- スンナ派
- 石油

## タ行
- 大インドネシア（インドネシア・ラヤ） ⇒ インドネシアの国歌
- タウフィック・ヒダヤット
- ダルマヴァンシャ王
- タルマヌガラ王国
- タン・マラカ
- チョクロアミノト
- デヴィ・スカルノ
- デサ
- テディ・イップ
- テトゥン語
- デンパサール
- デンパサール国際空港
- テンペ
- 闘争民主党
- 東南アジア
- 東南アジア諸国連合

## ナ行
- ナシゴレン
- ナシチャンプル
- ナハ空港
- ナフダトゥル・ウラマー
- ニューギニア島

## ハ行
- ケマル・パシャ (サッカー選手)（英語版） - 同国サッカー選手
- バタヴィア
- バティック
- パドリ戦争
- バビルサ - 同国に生息する野生動物
- パプア州
- バリ語
- バリ州
- バリ島
- バリ島爆弾テロ事件 (2002年)
- バリ島爆弾テロ事件 (2005年)
- バリ・ヒンドゥー
- パレンバン
- バロン (聖獣)
- バンジャール
- バンダ・アチェ
- パンチャシラ
- バンドン
- バンドン会議（第1回アジア・アフリカ会議）
- バンリ
- 東インド共産党
- 東ティモール
- ビマ
- ビマ・サトリア・ガルーダ ⇒ ガルーダの戦士ビマ
- ビンタン
- ファトマワティ
- ファン・フォレンホーフェン、コルネリス
- ブキティンギ
- プサントレン
- プラムディヤ・アナンタ・トゥール
- プランバナン寺院群
- ペタ ⇒ 郷土防衛義勇軍
- ペルニ
- ペロッグ
- ヘンドラワン
- ホーランジア（ジャヤプラ）
- ボナン・バルン
- ポロニア国際空港
- ボロブドール遺跡
- ボロブドゥール寺院遺跡群

## マ行
- マカッサル（ウジュン・パンダン）
- マジャパヒト王国
- マシュミ（インドネシア・ムスリム協議会）
- マタラム王国
- マレー語
- マレー人
- ミーゴレン
- 南スラウェシ州
- ムハマディヤ
- メガワティ・スティアワティ・スカルノプトゥリ
- メダン
- メラ・プティ ⇒ インドネシアの国旗
- モハマッド・ハッタ

## ヤ行
- ヤユク・バスキ
- ユスフ・ハビビ
- ユディスティラ・ANM・マサルディ

## ラ行
- ライオン・エア
- ランダ (魔女)
- ルピア
- 労務者 (映画)
- ロレンツ国立公園

## ワ行
- ワヤン・クリ